# Valentina Adler
Valentina Dina Adler, auch Valentine Adler (geboren 5. August 1898 in Wien, Österreich-Ungarn; gestorben 6. Juli 1942 im Gulag von Akmolinsk, Sowjetunion) war eine österreichische Kommunistin (SDAP, KPÖ, KPD).

## Leben
Valentina Adler war das erste Kind von Raissa Adler und des Individualpsychologen Alfred Adler, unter ihren Geschwistern war die Psychiaterin Alexandra Adler. Adler schloss das Studium der Volkswirtschaft in Wien mit der Promotion ab. Am Ende des Ersten Weltkriegs wurde sie 1918 Mitglied der Sozialdemokratischen Arbeiterpartei Österreichs und ab 1919 der Kommunistischen Partei Österreichs. 1921 ging sie nach Berlin, wurde Mitglied der Kommunistischen Partei Deutschlands und arbeitete bei einer russischen Handelsagentur. 1924 heiratete sie den ungarischen Kommunisten Gyula Sas, der in der Kommunistischen Internationale unter dem Namen Giulio Aquila agierte. Adler betätigte sich in Berlin zusammen mit Manès Sperber in der Ortsgruppe der Individualpsychologen  und schrieb 1925 in der „Internationalen Zeitschrift für Individualpsychologie“ den Beitrag Bemerkungen über die soziologischen Grundlagen des „männlichen Protests“.
Ihr Mann Aquila hielt sich von 1929 bis 1931 in Moskau auf und wurde 1933 nach  Machtergreifung der Nationalsozialisten aus dem Deutschen Reich ausgewiesen. Er ging wieder in die Sowjetunion und Adler folgte ihm 1934, nachdem sie aus Deutschland nach Schweden geflohen war. Sie arbeitete in Moskau als Redakteurin bei der Verlagsgenossenschaft Ausländischer Arbeiter. Am 22. Jänner 1937 wurden beide vom NKWD verhaftet und in der Lubjanka eingekerkert, möglicherweise wegen ihrer Zusammenarbeit mit Karl Radek.  Adler wurde auch der Kontakt ihrer Eltern zu Leo Trotzki vorgeworfen und sie wurde am 19. September 1937 zu zehn Jahren Arbeitslager verurteilt und in einem Lager in Akmolinsk inhaftiert. Aquila wurde ebenfalls verurteilt und starb am 26. August 1943 in einem Gulag im Fernen Osten bei der Stadt Swobodny. Als für sie 1939 nach dem Hitler-Stalin-Pakt eine geringe Aussicht auf eine Abschiebung nach Deutschland bestand, war sie als staatenlose Jüdin im Deutschen Reich nicht erwünscht.
Adler hatte 1937 im Butyrka-Gefängnis Susanne Leonhard getroffen. Nach Ende des Zweiten Weltkriegs forschten Leonhard und Albert Einstein nach ihrem Verbleib. Raissa Adler erhielt schließlich 1952 die Auskunft, dass Valentina Adler am 6. Juli 1942 an unbekanntem Ort verstorben sei. 1956 wurde sie in der UdSSR politisch rehabilitiert.